# Mujer Kabyle de Argelia y jenízaro del Sultán Mahmud II (Guillemin)
Mujer Kabyle de Argelia y jenízaro del Sultán Mahmud II o Femme Kabyle d'Algerie et Janissaire du Sultan Mahmoud II  es una obra de bronce con pátina café del artista francés Émile-Coriolan Guillemin creada en 1884. Ampliamente considerado como una obra maestra de la escultura global, es uno de los emblemas del orientalismo y la nobleza árabe, y también un símbolo del Oriente Medio en el extranjero.
En 2008 escultura de bronce de 1884 de Émile-Coriolan Guillemin Femme Kabyle d'Algerie and Janissaire du Sultan Mahmoud II (Mujer cabila de Argelia y jenízaro del sultán Mahmound II) se vendió por 1.202.500 dólares más los honorarios en una subasta en Nueva York a un coleccionista privado a través de Sotheby's Auction.

## Descripción
Femme Kabyle d'Algerie y Janissaire du Sultan Mahmoud II están hechos de bronce, plata, oro y pátina policromada con capas de piedra dura de colores, ambos levantados sobre un pedestal de mármol de Levante. La figura femenina fue firmada Guillemin/1884, y la masculina firmada Ele Guillemin.
Émile Coriolan Hippolyte Guillemin se especializó en obras metafóricas e inspiró en el Medio Oriente y el Lejano Oriente. Sus representaciones de halconeros indios (en colaboración con Alfred Barye), muchachas turcas, kurdas y argelinas, así como amantes japonesas, establecieron firmemente su reputación como uno de los principales escultores orientalistas de mediados de la década de 1870. Expuso por última vez en el Salón de París en 1899 y muchas de sus obras fueron compradas por el Estado.
El jenízaro era miembro de un cuerpo militar de élite, originalmente formado por prisioneros de guerra, que protegían al Imperio Otomano y ocupaban un lugar muy alto en la sociedad hasta que fueron abolidos por el sultán Mahmud II (m. 1839). Debido a su popularidad y poder político, formaron un tema interesante para el retrato. El busto femenino, Femme Kabyle d'Algerie, se exhibió por primera vez en el Salón en 1884 con gran éxito. El par actual es uno de los mejores ejemplos de esculturas aplicadas y policromadas finamente detalladas por las que Guillemin era más conocido.

## Exposiciones
- Salón de París, Museo Louvre, 1884

## Mercado del arte
En una subasta de Sotheby's en Nueva York en 2008, Femme Kabyle d'Algerie and Jannisaire du Sultan Mahmoud II (1967), bronce, de Emile Guillemin, se vendió por 1.202.500 euros más los honorarios de la subasta.

## Estilo
El orientalismo fue una fascinación occidental con el exotismo de otros continentes que se hizo popular durante la segunda mitad del siglo XIX. Los retratos románticos de los países africanos en la literatura y óperas contemporáneas, como L'Africaine y Aida, fomentaron este exotismo. En los Estados Unidos, el Bazar Turco en 1876 en la Exposición del Siglo de Filadelfia aumentó aún más la fascinación por los temas "turcos" o "moriscos" que perduró hasta bien entrada la década de 1880. Los temas orientalistas permitieron a los artistas liberarse del neoclasicismo monocromático extremo; utilizando una gama de bronce dorado y plateado, mármol, ónix y piedras de colores, agregaron riqueza a su trabajo, mientras mantenían un gran interés en la etnografía de sus sujetos.

## Conexiones
- Émile Guillemin
- Mauresque (Guillemin)